# Camp-Perrin
Camp-Perrin (Haitianisch-Kreolisch Kanperen) ist eine Gemeinde im Département Sud von Haiti.

## Geschichte
Bevor Camp-Perrin im Jahr 1930 gegründet wurde und den Status einer eigenständigen Gemeinde erhielt, bildeten die hier gelegenen Siedlungen den fünften und sechsten ländlichen kommunalen Bezirk der Gemeinde Les Cayes.
Im 18. Jahrhundert wurde das Gebiet einfach Perrin genannt, da drei Brüder, die diesen Namen trugen, aus Frankreich eingetroffen waren und begannen, das Land zu kultivieren und landwirtschaftlich zu nutzen.
In den auf den Verlust des Ostens der Insel Hispaniola folgenden Auseinandersetzungen zwischen Schwarzen und Mulatten wurden im Jahr 1844 in Camp-Perrin 2000 Landarbeiter mit Piken und anderen Behelfswaffen ausgerüstet und in den Kampf gegen Charles Rivière-Hérard geschickt.
Der tropische Wirbelsturm Matthew verwüstete Camp-Perrin am 3. Oktober 2016 fast vollständig.
Camp-Perrin wurde wie viele Orte in Haiti Ziel von Binnenflüchtlingen, die den gewalttätigen Umtrieben von Banden in der Hauptstadt Port-au-Prince im Rahmen der Krise in Haiti seit 2018 zu entkommen suchten.

## Lage und Beschreibung
Camp-Perrin liegt im Norden des Départements Sud an der Grenze zum Département Grand’Anse.
Neben dem Ortszentrum Ville de Camp-Perrin bestehen drei ländliche Gemeindebezirke:
1. Levy-Mersan mit Carrefour Guichard, Chantigny, Gérard, Jeanbart, Journu, La Martinière, La Porte, Regnier, Rolin, Roudoute und Sous-Byran,
2. Champlois mit Bois Rond, Boucher, Desglacis, Duversin, Gandou, Gavaneau, Mahotière, Marc, Marcelline, Mazenod, Pérény, Picot, Raymond, Saut-Mathirine, Tombeau-Cheval, Touarac und Vachon sowie
3. Tibi-Davezac mit Bélancourt, Bellevue, Cachette, Codère, Constant, Delinois, Dodier, Dopsan, Laurent, Mahotière, Milord und Venfel.

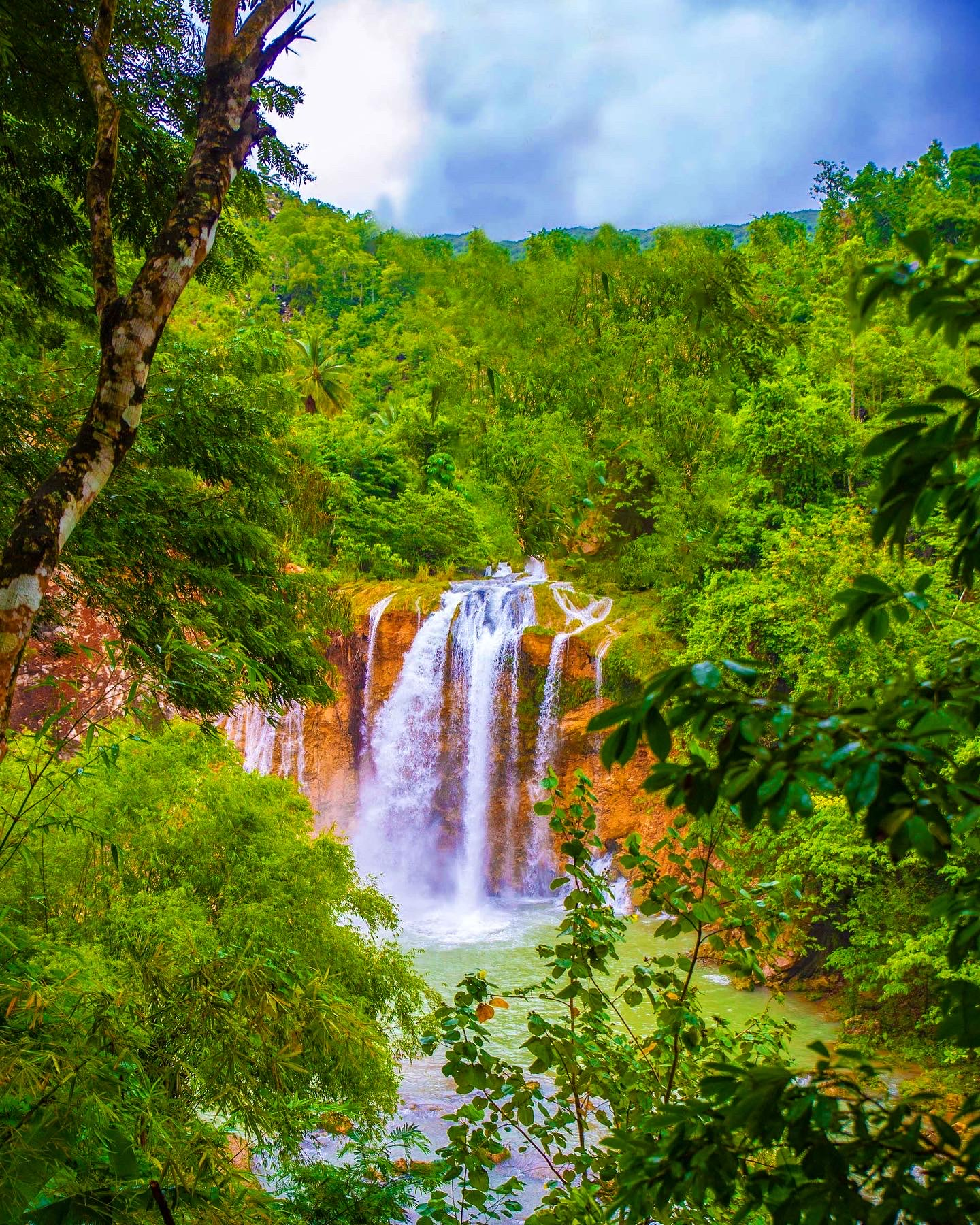
Saut Mathurine

Die Route Nationale RN-7 verbindet Camp-Perrin im Süden mit Les Cayes (22 Kilometer) und im Norden mit Jérémie (73 Kilometer).
Im Gebiet der Gemeinde liegt der Wasserfall Saut Mathurine, der mit einer Höhe von 27 Metern Teil des Flusses Rivière de Cavaillon ist. Aus dem Becken oberhalb des Wasserfalls entnommenes Wasser betreibt drei Wasserturbinen mit einer Leistung von jeweils 800 Kilowatt, die die Stadt Camp-Perrin mit einer maximalen Leistung von 2,4 Megawatt in der Regenzeit versorgen.
Ferner liegt der See Étang Lachaux in der Gemeinde. Er hat eine Ausdehnung von 54 Hektar und eine maximale Wassertiefe von 3,5 Metern. Er beherbergt eine große Vielfalt an Süßwasserfischarten. In der Region gibt es ferner zahlreiche Wasservögel wie die Sumpfschnepfe, die Wildente, den Reiher und den Eistaucher.